# پیپرونال
پیپرونال (به انگلیسی: Piperonal) یک ترکیب شیمیایی است. شکل ظاهری این ترکیب، بلورهای بی‌رنگ است.